# Cyclophora suspensa
Cyclophora suspensa là một loài bướm đêm trong họ Geometridae.